# Jüdischer Friedhof (Wasenbach)

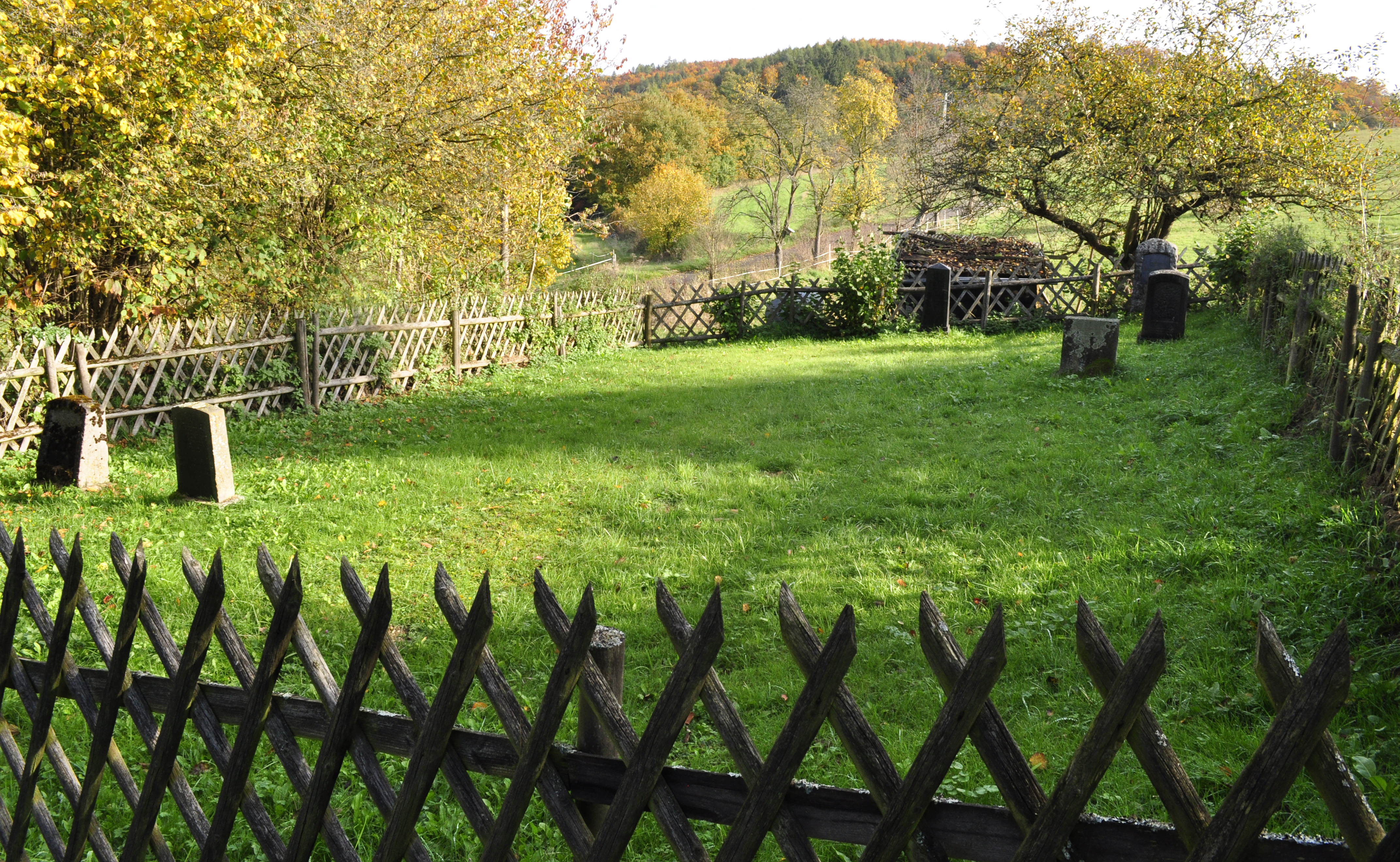
Jüdischer Friedhof in Wasenbach

Der Jüdische Friedhof in Wasenbach, einer Ortsgemeinde im Rhein-Lahn-Kreis in Rheinland-Pfalz, wurde vermutlich im 19. Jahrhundert angelegt. Der jüdische Friedhof mit einer Fläche von 975 m² befindet sich an der Straße nach Schönborn, rechts der Rosenstraße. Er ist ein geschütztes Kulturdenkmal.
Heute sind noch sechs Grabsteine erhalten.